# Ель-Махвіт (мухафаза)
Махвіт (араб. المحويت) — одна з 21 мухафази Ємену. Розташована на півночі західної частини країни. Межує з мухафазами: Ходейда (на заході), Сана (на південному сході), Амран і Хадджа (на півночі).
Площа становить 2330 км², населення — 494 557 чоловік. Середня щільність населення — 212,26 осіб/км². Адміністративний центр — місто Махвіт.